# Лесное (Рогачёвский район)
Лесное (бел. Лясное) — посёлок в Болотнянском сельсовете Рогачёвского района Гомельской области Беларуси.

## География
В 45 км на северо-восток от районного центра и железнодорожной станции Рогачёв (на линии Могилёв — Жлобин), в 106 км от Гомеля. В полукилометре к юго-востоку находится деревня Хвойник.

## Транспортная сеть
Транспортные связи по просёлочной, затем автомобильной дороге Довск — Славгород.
Состоит из короткой прямолинейной улицы, ориентированной с юго-востока на северо-запад и застроенной деревянными усадьбами.

## История
Основан в начале 1920-х годов переселенцами из соседних деревень на бывших помещичьих землях. В 1931 году жители вступили в колхоз. Во время Великой Отечественной войны 5 жителей погибли на фронте. Согласно переписи 1959 года в составе колхоза имени В. И. Ленина (центр — деревня Болотня).

## Население
- 1959 год — 69 жителей (согласно переписи).
- 2004 год — 7 хозяйств, 10 жителей.